# Iljušin Il-28
Iljušin Il-28 (V kódu NATO "Beagle", USAF/DoD reporting name „Type 27“) byl sovětský proudový bombardovací letoun, který vznikl v poválečném období a původně určený pro sovětské letectvo. Šlo o první sovětský letoun tohoto typu, který vstoupil do rozsáhlejší produkce. Licenčně byl vyráběn v Číně jako Harbin H-5. Celková produkce v SSSR dosáhla počtu 6 316 letounů a 319 ks v Číně jako H-5. Cvičné verze HJ-5 bylo vyrobeno 187 ks. Ještě v 90. letech, po padesáti letech, kdy letoun vznikl, byly stovky letounů v různých letectvech ve službě. Poslední stroje H-5 jsou dodnes ve službě u severokorejského letectva. Cvičná verze Il-28U nesla v rámci USAF/DoD označení „Type 30“ a v kódu NATO Mascot.

## Vývoj

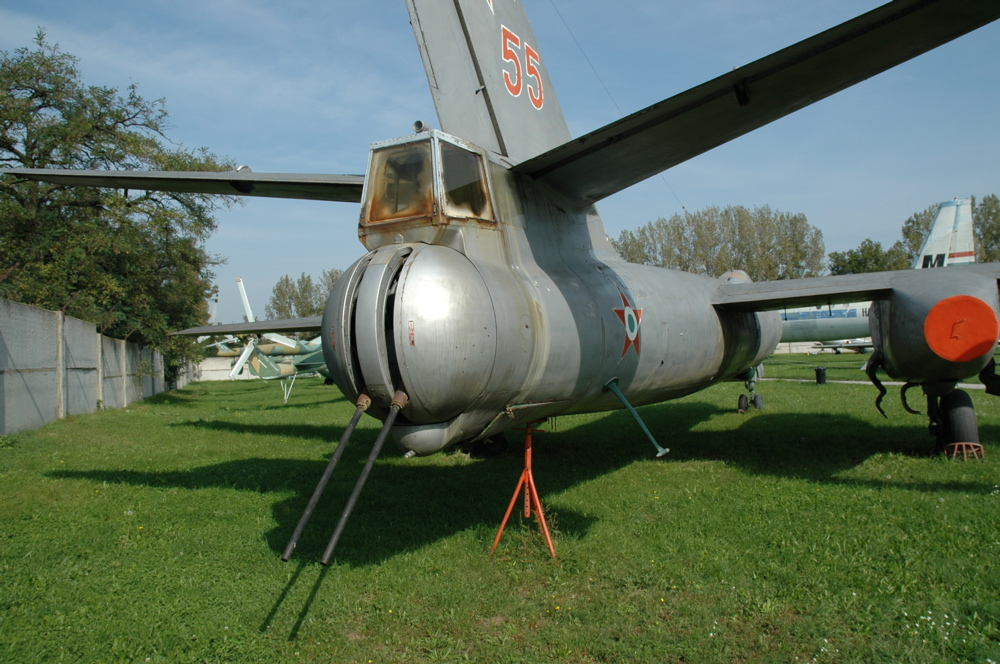
Kanóny ráže 23 mm v zadní části letounu

Počátky vývoje sahají do roku 1947, konstrukční práce byly zahájeny v roce následujícím. První prototyp vzlétl již 8. července 1948 a byl poháněn motory Rolls-Royce Nene. Dne 30. prosince 1948 započaly tovární zkoušky se sériovými tuzemskými motory RD-45F, což byla kopie již zmíněných britských motorů. Další vývoj pokračoval a nový vylepšený prototyp vzlétl 8. srpna 1949. Ihned započala výroba a stroj byl postupně k dispozici sovětským ozbrojeným silám.
Il-28 měl dva proudové motory a pro zkrácení vzletu bylo možno instalovat pomocné raketové motory, které se po použití odhazovaly. Letoun byl vybaven autopilotem, radiokompasem, radiovýškoměrem a systémem přistávání na slepo. V zadní části letounu byla umístěna střelecká věž, ve které byly umístěny dva kanóny ráže 23 mm (dvojče). Posádku tvořili pilot, navigátor-bombometčík a střelec-radista. Stroj mohl nést klasické pumy, byl však schopen i možného jaderného bombardování.

## Služba

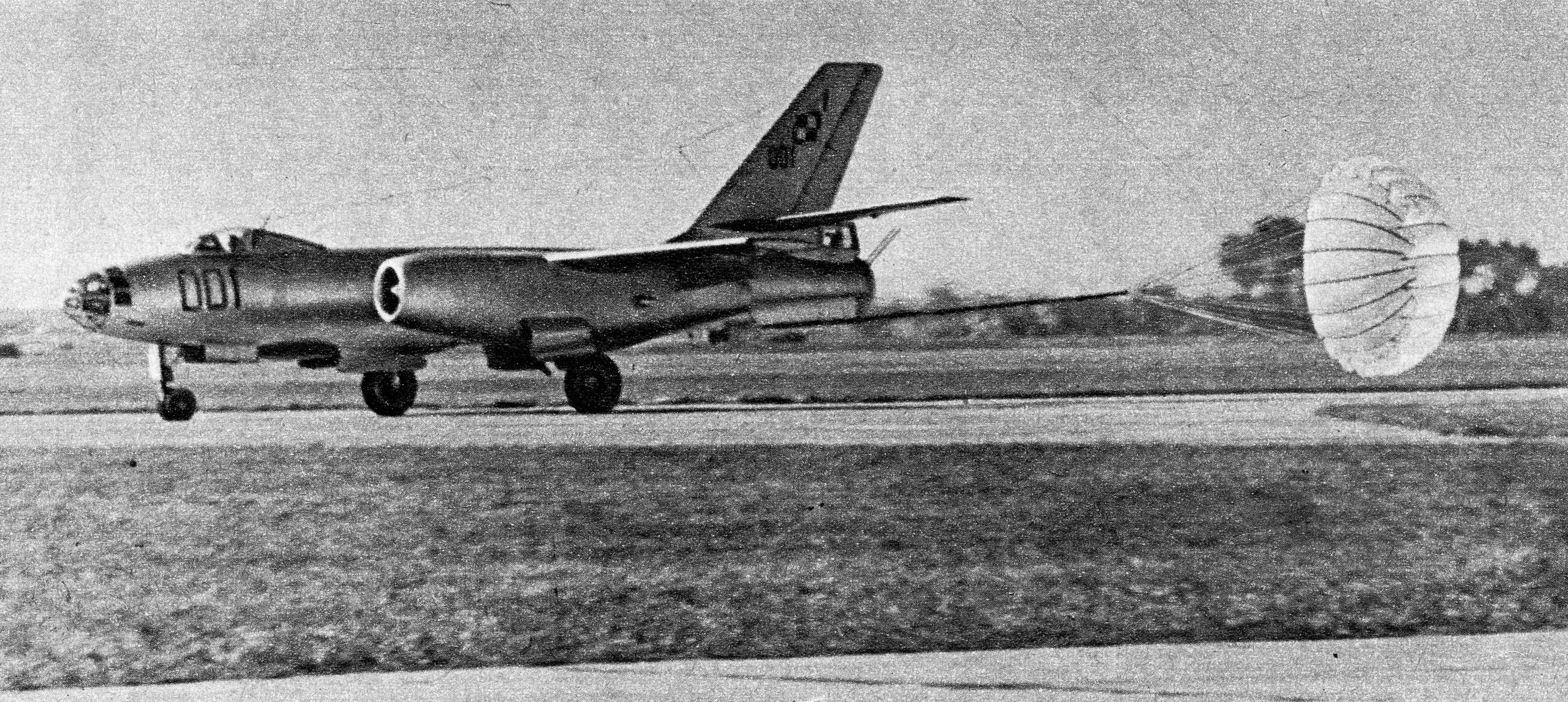
Přistávající polský Il-28, 1959

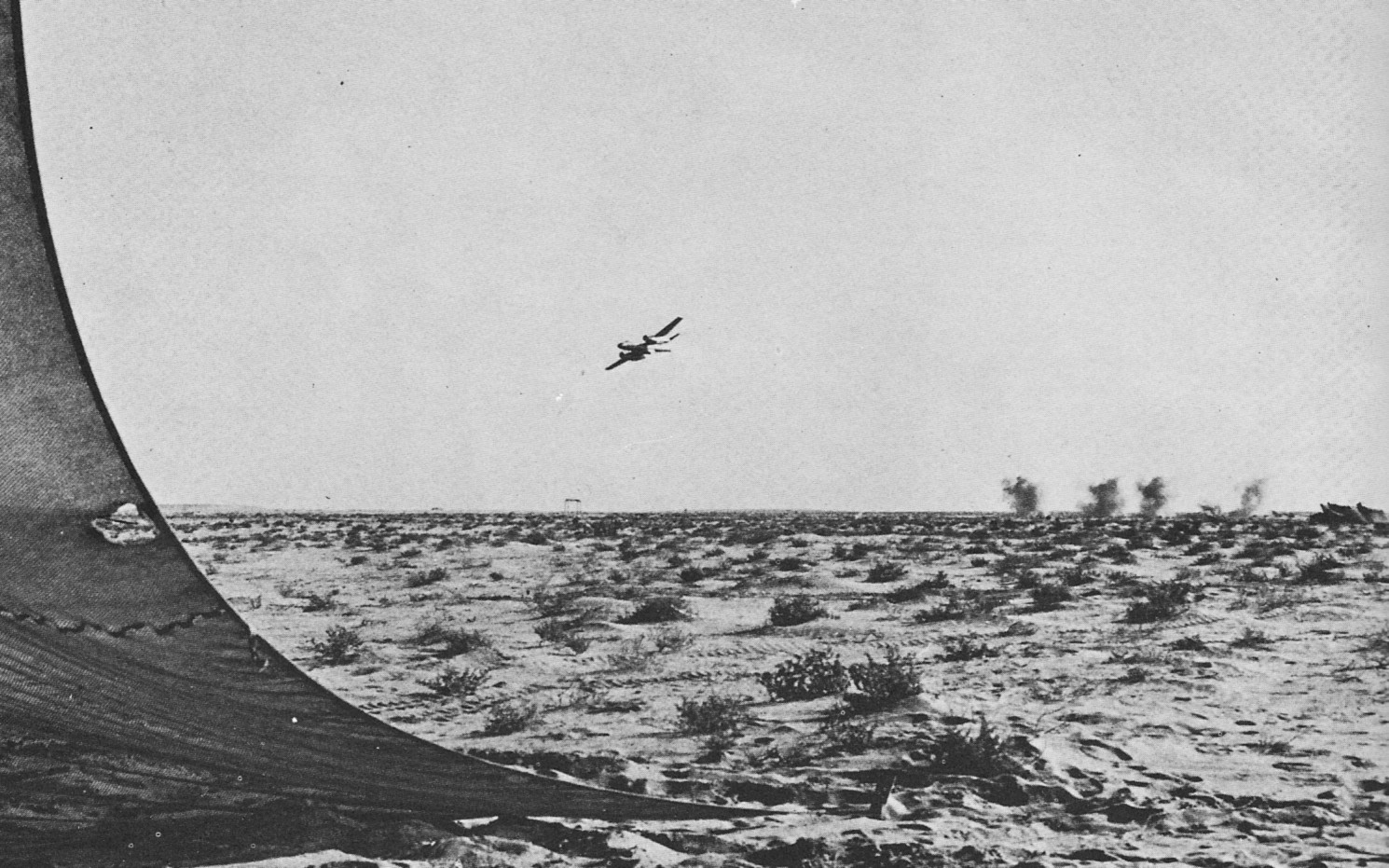
Egyptský Il-28 útočí na izraelské pozice na Sinaji během Opotřebovací války, 1967.

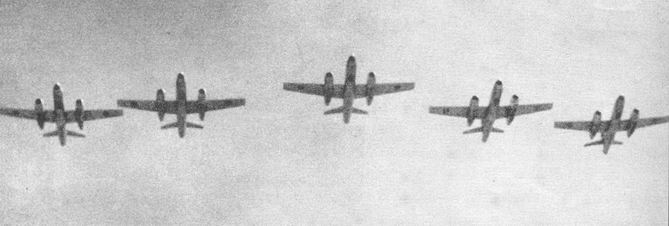
Formace pěti zbrusu nových bombardérů Il-28 egyptského letectva v nízké úrovni nad Káhirou během přehlídky v září 1956.

Il-28 byl ve velkém vyvážen a sloužil v letectvech asi 20 zemí od Varšavské smlouvy po různá letectva blízkého východu a Afriky. Prvním zákazníkem byl Egypt a zaměřování egyptských letounů Il-28 na zemi bylo prioritou pro Royal Air Force během Suezské krize a později pro izraelské letectvo během Šestidenní a Jomkipurské války.
Egyptské Il-28 se také zúčastnily občanské války v Severním Jemenu, která začala v roce 1963. Kromě útoků na royalistické síly bombardovaly také saúdská města Džizán, Najran a Chamis Mušajt. Dva egyptské Il-28 měly být sestřeleny poblíž Saná v roce 1966 saúdskými letouny Hawker Hunter s britskými piloty.
Sovětský svaz byl v procesu zavádění výroby typu přímo na Kubě, ale vše skončilo s kubánskou krizí. Omezeného nasazení se typ dočkal i ve Vietnamu a u afghánských sil v Afghánistánu. Čtyři ex-egyptské a dva ex-sovětské Il-28 (všechny s egyptskými posádkami) byly provozovány nigerijským letectvem během války v Biafře. Finsko provozovalo čtyři exempláře tohoto typu dodané v letech 1961 až 1966 pro vlečné účely. Ve službě zůstaly až do 80. let 20. století.
Sovětský svaz zařadil Il-28 do druhé linie na konci 50. let. Na počátku 60. let byl představen nadzvukový Jak-28, aby po Il-28 převzal úlohu útoků v nízkých úrovních. Některé varianty Il-28 přetrvávaly v sovětských službách až do 80. let. Poslední sovětské exempláře létaly v Egyptě ještě v 90. letech.
Čínská lidová republika obdržela od roku 1952 přes 250 sovětských letounů Il-28. Když koncem 50. let nastal čínsko-sovětský rozkol, rozhodla se uvést Il-28 do výroby, přestože nezískala žádnou výrobní licenci. Letouny čínské výroby se od původních sovětských letadel lišily v tom, že mají přepracovanou konstrukci křídla. Upustilo se od některých částí, což ušetřilo 110 kilogramů (240 lb) za cenu obtížnější konstrukce. Čínská letadla měla také jinou ocasní věž založenou na typu Tupolev Tu-16 a vybavenou rychleji střílejícími kanóny AM-23.
Il-28 čínské výroby označené H-5 a vyrobené v Charbinu létaly ještě v 90. letech v počtu několika stovek kusů v samotné Číně a menším počtu v Severní Koreji a Rumunsku. Tři hlavní čínské verze jsou bombardér H-5, následovaný cvičným HJ-5 a průzkumným H-5R (HZ-5) s dlouhým doletem (ve srovnání s průzkumnou verzí Shenyang J-6) a později verze HD-5 pro elektronický boj. Poslední dva typy byly vyřazeny.
Typ je stále v aktivní službě u severokorejského letectva, i když není známo, zda jde o směs přeživších strojů ze série 24 letadel sovětské výroby dodaných v 60. letech a některých novějších čínských letadel varianty H-5, nebo jde pouze o H-5. Některé z nich se pravděpodobně používají jako zdroj náhradních dílů k údržbě malé skupiny asi tuctu provozuschopných letadel. Severní Koreji tak dávají prostředek k bombardování cílů v Jižní Koreji a západním Japonsku, ačkoli vůči moderním protivzdušným zbraním a záchytným letounům budou zranitelné.
Několik Iljušinů Il-28 je zachováno v muzeích a jako památníky v Rusku, Německu, Maďarsku a dalších zemích.

### Československo

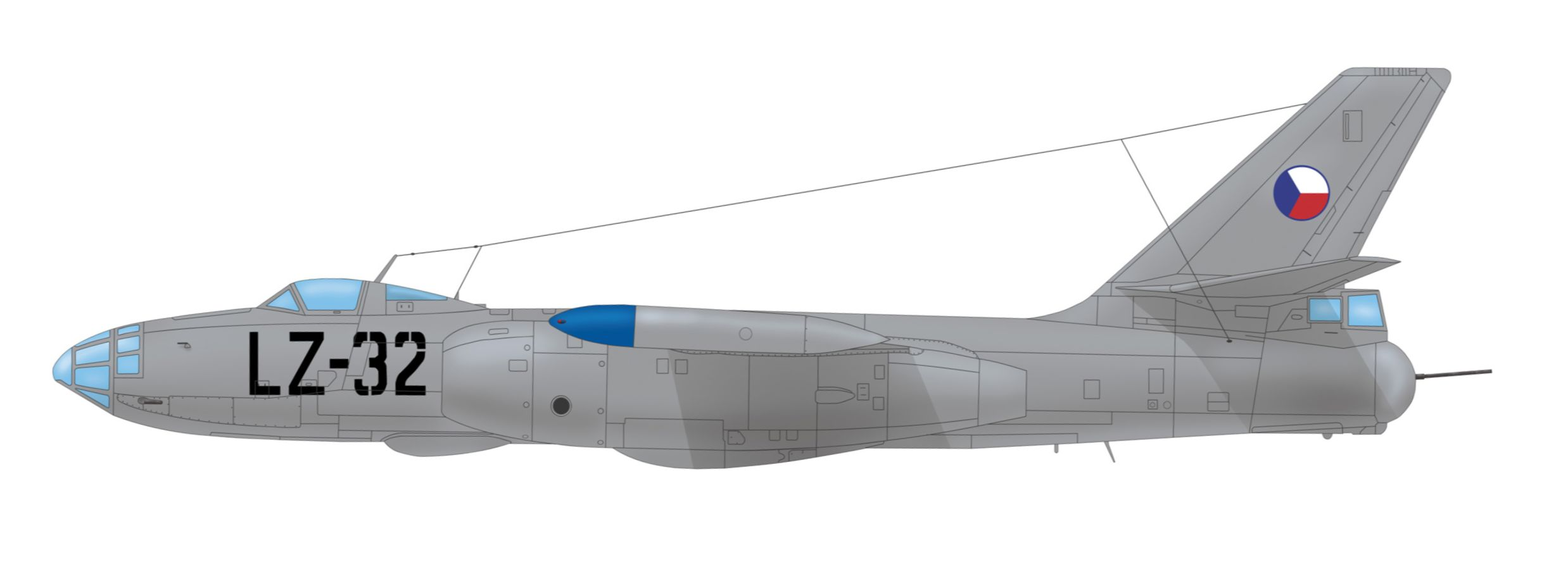
Iljušin Il-28R, LZ-32, 47. průzkumného leteckého pluku, který 15. května 1957 havaroval při vzletu z letiště Mladá. Osádka ve složení: pilot por. Alfréd Bartoň, letovod letounu kpt. Petr Pecha, letovod letky npor. Rudolf Mátl a radista-střelec čet. Jan Bouda se zraněními přežila

První tři letouny Il-28, (dva bojové a jeden cvičný Il-28U) přistály na českém území v únoru 1955. Zařazením tohoto typu do výzbroje československého letectva, začal přechod od zastaralých bombardérů Aero C-3 s pístovými motory na bombardovací letouny s proudovými motory. Letouny Il-28 byly označeny podle tehdejších zvyklostí, tedy B-228 (B jako Bombardovací) a CB-228 (Cvičný bombardovací).
Do československého letectva bylo zařazeno 57 letounů Il-28 v bombardovací verzi, 7 letounů ve cvičné verzi Il-28U a 10 letounů v taktické průzkumné verzi Il-28R. Čtrnáct letounů Il-28 bylo v letech 1960/1961 upraveno v leteckých opravnách ve Kbelích na letouny pro radioelektronický boj Il-28RT/RTR.
Bombardovací letouny Il-28 byly vyřazeny 1. října 1965. Průzkumná varianta Il-28R a verze pro radioelektronický boj  Il-28RT/RTR byly vyřazeny roku 1973. 
Havárie na území ČSR
Dne 26. srpna 1958 došlo na území Poličné k letecké nehodě, kdy havaroval vojenský bombardér Iljušin Il-28 24. bolp ze 46. bombardovací divize z Přerova letectva ČSLA. Při této nehodě zahynuli kpt. Stanislav Havlíček a kpt. Oldřich Losert. Další nehoda tohoto letounu se stala dne 28. ledna 1965 okolo 22. hodiny, havaroval po vzletu z letiště Boží dar v Milovicích Il-28, posádka (pilot kpt. Bohuš Ambros, navigátor kpt. Ján Hronec a střelec nrtm. Štěpán Ansorge) zahynula.

## Varianty

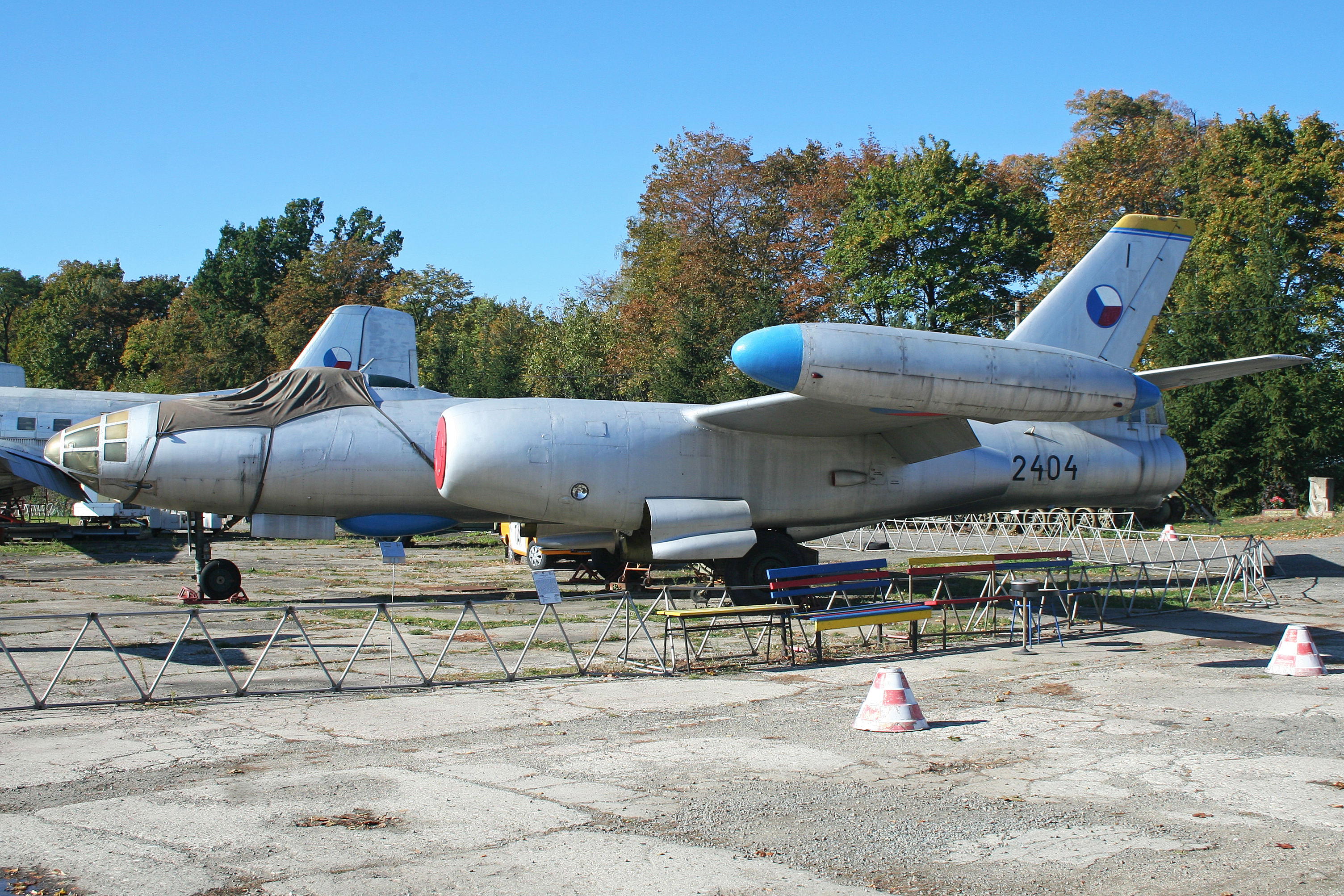
Průzkumná varianta s nádržemi na konci křídel, muzeum Vyškov

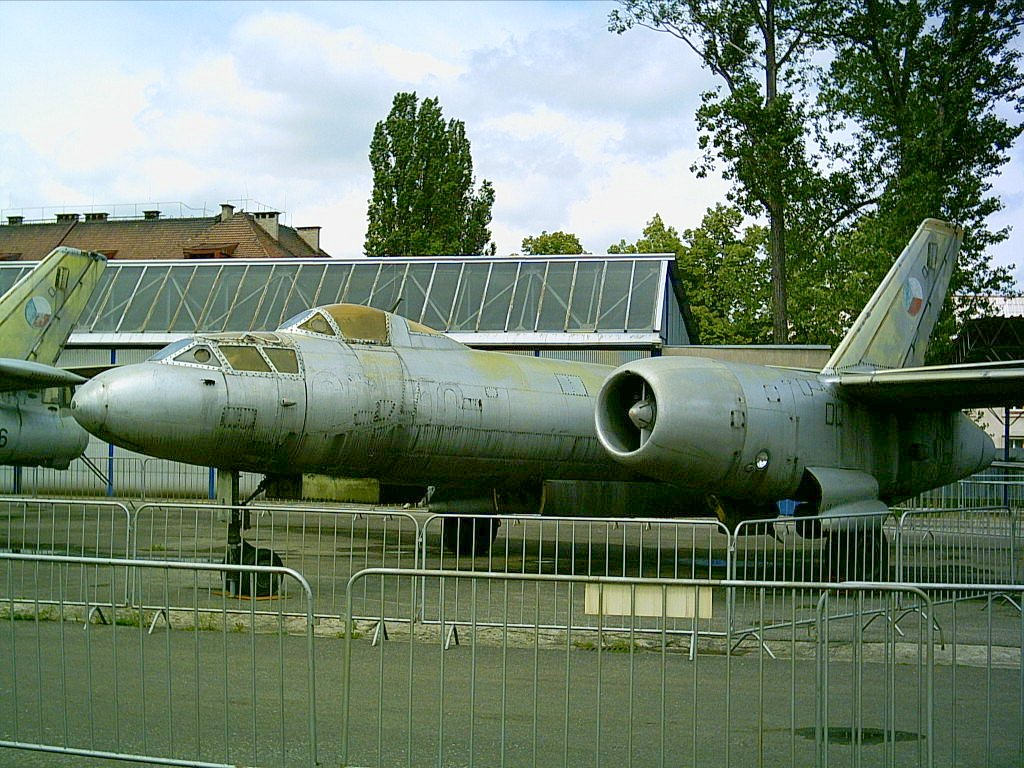
Il-28U v pražském muzeu Kbely

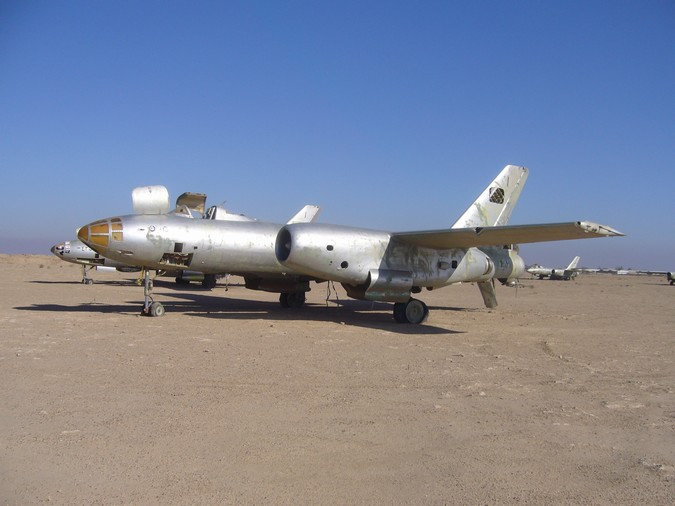
Il-28 v Iráku

- Il-28 – standardní/konvenční bombardér
- Il-28U – cvičný letoun
- Il-28R – pro taktický průzkum
- Il-28RT – pro radioelektronický boj
- Il-28T – nosič torpéd
- Il-28 PL – protilodní
- Il-28 Š – bitevní
- Il-28 LL – létající laboratoř
- Il-28 ZA – letoun pro výzkum atmosféry.
- Il-28 P (Il-20) – poštovní
- Il-28 S – prototypová verze se šípovým křídlem
- Il-28 A – nosič atomové bomby
- Il-28 – vlekač terčů
- Il-28 – bezpilotní terč
- Jeden z letounů byl i upraven jako létající laboratoř pro testování československého proudového motoru Motorlet M-701 [12]

Licenční verze
- Čína:
  - Harbin H-5 – shodný s typem Il-28.
  - Harbin HJ-5 – shodný s typem Il-28U
  - Harbin HZ-5 – shodný s typem Il-28R

## Uživatelé
- Afghánistán, Bulharsko, Maďarsko, Vietnam, NDR, Egypt, Finsko, Indonésie, Irák, Jemen, Čína, KLDR, Maroko, Nigérie, Polsko, Rumunsko, Sýrie, Somálsko, Československo.

## Specifikace (Il-28)

### Technické údaje
- Posádka: 3 (pilot, navigátor, střelec)
- Rozpětí: 21,45 m
- Délka: 17,65 m
- Výška: 6,70 m
- Nosná plocha: 60,80 m²
- Hmotnost prázdného letounu: 12 890 kg
- Maximální vzletová hmotnost: 23 200 kg
- Pohonná jednotka: dva proudové motory Klimov VK-1A, každý o tahu 2700 kp (26,478 kN)

### Výkony
- Rychlost: 906 km/h (ve výšce 4500 m)
- Dostup: 12 500 m
- Dolet: 1135 km
- Maximální dolet: 3070 km
- Stoupavost: 900 m/min
- Vzletová dráha: 875 až 965 m
- Dojezdová dráha: 960 až 1170 m

### Výzbroj
- 4 × 23mm kanón NR-23, z toho dva pevné v přídi a dva v otočné věži na zádi
- až 3000 kg pum (v trupové pumovnici)